# Automolis paniscus
Automolis paniscus är en fjärilsart som beskrevs av Sergius G. Kiriakoff 1957. Automolis paniscus ingår i släktet Automolis och familjen björnspinnare. Inga underarter finns listade i Catalogue of Life.